# Velvet (televisieserie)
Velvet is een Spaanse televisieserie, die geproduceerd werd voor de Spaanse zender Antena 3. De serie speelt zich af in de jaren 1950 en had een budget van 500.000 euro per aflevering. Het verhaal draait rond de liefdesromance tussen Alberto Márquez (Miguel Ángel Silvestre), erfgenaam van een prestigieuze modehuis en Ana Rivera (Paula Echevarría), die als naaister werkt in het atelier. De serie liep vier seizoenen. 

## Verhaal
Ana en Alberto groeien samen op in het modehuis Velvet. Alberto is de zoon van de baas en Ana het nichtje van werknemer Don Emilio. De twee worden verliefd wat niet naar de zin is van Alberto's vader Don Rafael. Hij stuurt zijn zoon rond zijn zestiende naar Londen om daar te studeren. De serie begint bij zijn terugkeer. Hij krijgt al meteen ruzie met zijn vader en wil Madrid terug verlaten. Het lijkt erop dat hij de mooie Ana op een modeshow leert kennen en dat het onmiddellijk klikt tussen hen. Ze gaan weg met de auto en ze krijgen een zwaar accident nadat Alberto hoort op de radio dat zijn vader zelfmoord gepleegd heeft. Dan wordt via flashbacks duidelijk dat Alberto en Ana oude geliefden zijn. Hij wil zijn leven met haar terug opnemen, maar financieel zit Velvet in zwaar weer. Gerardo Otegui wil Alberto helpen, maar daar hangt een prijskaartje aan vast; trouwen met zijn dochter Cristina. Ana moedigt hem aan om toe te stemmen en Alberto vraagt Cristina ten huwelijk. Hij wil na een jaar trouwen en hoopt tegen dan genoeg geld verdiend te hebben om het huwelijk af te blazen, maar Gerardo wil dat hij binnen drie maanden trouwt.

## Rolverdeling
| Acteur                 | Personage                                      | Episodes                 |
| ---------------------- | ---------------------------------------------- | ------------------------ |
| Paula Echevarría       | Ana Rivera López de Márquez                    | 1-54                     |
| Miguel Ángel Silvestre | Alberto Márquez Navarro                        | 1-40, 53-54              |
| Aitana Sánchez-Gijón   | Blanca Soto Fernández                          | 1-54                     |
| Manuela Velasco        | Cristina Otegui Mendoza                        | 1-54                     |
| Javier Rey             | Mateo Ruiz Lagasca                             | 1-54                     |
| Marta Hazas            | Clara Montesinos Martín de Ruiz                | 1-54                     |
| Cecilia Freire         | Margarita "Rita" Montesinos Martín de Infantes | 1-54                     |
| Adrián Lastra          | Pedro Infantes                                 | 1-54                     |
| Miriam Giovanelli      | Patricia Márquez Campos vda. de Alcocer        | 1-54                     |
| José Sacristán         | Emilio López                                   | 1-54                     |
| Asier Etxeandia        | Raúl de la Riva                                | 3-54                     |
| Diego Martín           | Enrique Otegui Mendoza                         | 12-15, 29-31, 34-54      |
| Amaia Salamanca        | Barbara de Senilliosa de Otegui                | 13-43                    |
| Peter Vives            | Carlos Álvarez                                 | 15-29, 40-43, 45-54      |
| Llorenç González       | Jonás Infantes                                 | 20-54                    |
| Manuela Vellés         | Luisa Rivas                                    | 1-28, 33                 |
| Natalia Millán         | Gloria Campos                                  | 1-18, 38-39              |
| Maxi Iglesias          | Max Exposito                                   | 2-21                     |
| Pastora Vega           | Carmen Alcocer vda. de Alcocer                 | 37-39, 41, 50            |
| Francesco Testi        | Marco Cafiero                                  | 41-54                    |
| Concha Velasco         | Petra Alcalde Vargas                           | 45-47, 49-51             |
| Aitor Luna             | Humberto Santamaría                            | 45, 47-51, 54            |
| Sara Rivero            | Carmen Soto                                    | 1-10                     |
| Cristina Plazas        | Pilar Marquez Encinas                          | 1-4, 29-31, 33-35, 40-41 |